# Daniela Colaiacomo
Daniela Colaiacomo (Roma, 24 dicembre 1975) è una schermitrice italiana, specializzata nella sciabola. Ha vinto una medaglia d'oro ai Campionati mondiali di scherma.